# Giambattista Cimador
Giambattista Cimador, noto anche sotto la forma italianizzata di Giovanni Battista Cimadoro (Venezia, 1761 – Bath, 27 febbraio 1805), è stato un compositore, violinista, cantante ed editore musicale italiano.

## Biografia
Membro di una nobile famiglia veneziana, in gioventù studiò violino, violoncello e fortepiano. Nel 1789 fu rappresentato a Venezia il suo primo lavoro noto, la favola per musica in due scene Ati e Cibele. Questo fu seguito da Pimmalione (1790), una scena drammatica basata su un precedente monodramma di Rousseau, e dalla favola per musica Il ratto di Proserpina (1791). Sempre nella città natale scrisse un concerto per contrabbasso per il giovane virtuoso Domenico Dragonetti: attualmente il manoscritto sopravvive, assieme alle variazioni aggiunte dallo stesso Dragonetti sul Rondò finale in quanto costui lo considerava troppo corto.
Nel 1791 Cimador si recò a Londra, dove fu attivo come insegnante di canto e divenne famoso come interprete vocale. Nel 1794 a Bath conobbe Haydn, al quale si presentò come violinista virtuoso e compositore. Il 14 maggio 1795 vide il suo debutto londinese la sua favola Ati e Cibele composta alcuni anni prima, la quale fu arricchita dalle danze di Jean-Georges Noverre. Negli anni 1799-1800 fu attivo come fortepianista.
Intorno al 1800 entrò in società con l'editore musicale Tebaldo Monzani. Insieme pubblicarono periodicamente raccolte di composizioni vocali di musica inglese e italiana e, come The Opera Music Warehouse, diedero alle stampe le maggiori opere mozartiane. Molte arie, duetti, trii, ecc. tratti da questi lavori operistici furono arrangiate dallo stesso Cimador per essere accompagnate dal pianoforte (anziché l'orchestra). Egli riarrangiò inoltre le sinfonie del compositore salisburghese per flauto e archi: queste riduzioni ad orchestra da camera furono dovuti essenzialmente alla difficoltà che potevano presentare per l'orchestra del Teatro Reale (King's Theatre) di Londra nell'eseguire queste composizioni con l'organico originale. Sei di questi lavori furono pubblicati dopo la morte di Cimador. Egli arrangiò inoltre la Romanza del Concerto per pianoforte e orchestra n. 20 di Mozart, arrangiamento che apparve nel periodico «The Harmonicon» nel 1833.

## Considerazioni sull'artista
Sebbene Gerber affermò che Cimador seguì gli schemi musicali successivi ad Haydn, le sue composizioni mostrano una maggior affinità con i lavori giovanili di Mozart. Choron e Fayolle scrissero, in riferimento quasi esclusivo al Pimmalione (la sua composizione più celebre), che egli non fu musicista dotato di un grande genio, anche se la sua musica è ricca di fuoco e immaginazione. Schiettamente negativo fu invece il giudizio di Fétis che considerò il Pimmalione un lavoro meramente mediocre.

## Composizioni
- Ati e Cibele (favola per musica (odecoreutica), libretto di Alessandro Pepoli, primavera 1789, Venezia, Accademia dei Rinnovati) (libretto)
- Pimmalione (scena drammatica, libretto di Simeone Antonio Sografi, da Pygmalion di Jean-Jacques Rousseau, 26 gennaio 1790, Venezia, Teatro San Samuele) (libretto)
- Il ratto di Proserpina (favola per musica in due parti, libretto di Mattia Butturini, carnevale 1791, Venezia, Accademia dei Rinnovati) (libretto)
- 2 canzoni (1800 ca., Londra)
- Hornpipe per clavicembalo/fortepiano (1800 ca., Londra)
- Concerto per contrabbasso e orchestra
- Diversi arrangiamenti di composizioni di Mozart, Cimarosa e altri con accompagnamento del pianoforte